# Erwin Günther (Maler)

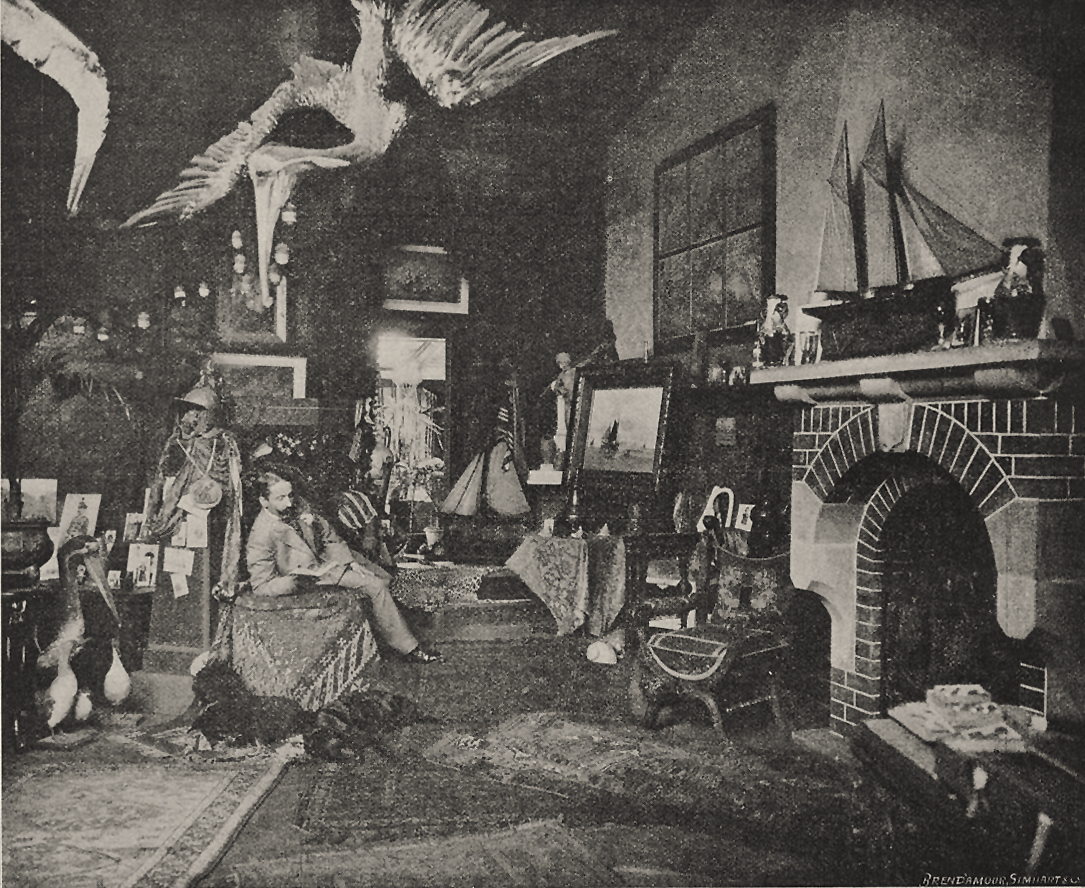
Erwin Günther in seinem Atelier in der Gartenstraße 101 in Düsseldorf, 1904

Erwin Carl Wilhelm Günther, auch in der Schreibweise Günter (* 14. Juni 1864 in Hamburg; † 1927 in Düsseldorf), war ein deutscher Landschafts- und Marinemaler der Düsseldorfer Schule.

## Leben

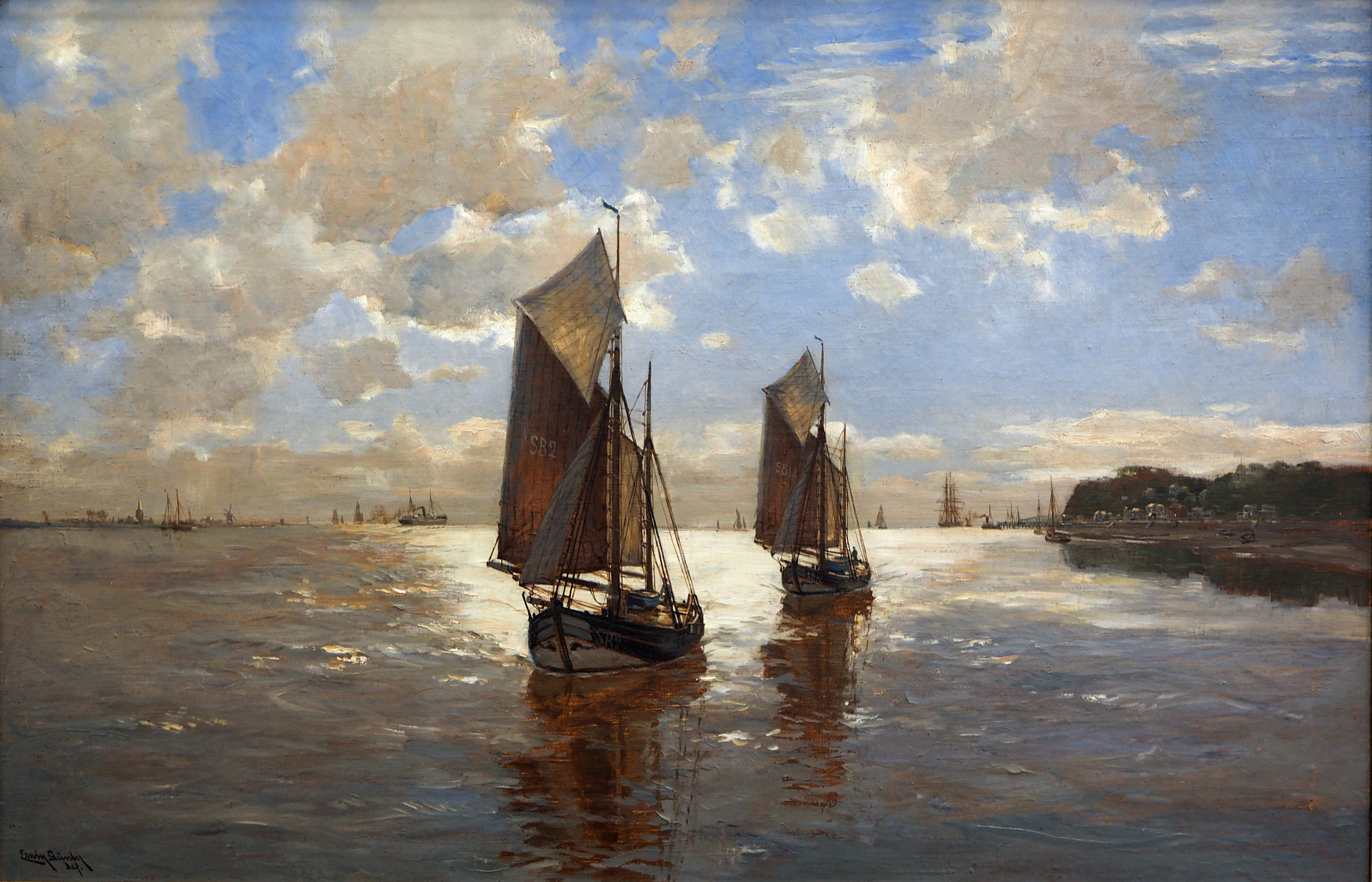
Segler an der Küste, Albert-König-Museum

Günther studierte Malerei an der Kunstakademie Düsseldorf. Dort war Olof Jernberg sein Lehrer. In Düsseldorf, wo er Mitglied des Künstlervereins Malkasten wurde, etablierte er sich als Marinemaler. Er unternahm zahlreiche Reisen in Europa, ab 1890 in die Niederlande, auch nach Ägypten und in andere Länder Afrikas. Seit 1891 war er auf Ausstellungen des Münchner Glaspalastes und seit 1893 auf der Großen Berliner Kunstausstellung vertreten. Für den deutschen Schifffahrtspavillon auf der Pariser Weltausstellung 1900 fertigte er große dekorative Wandgemälde. Am Ersten Weltkrieg nahm er als Rittmeister teil.